# Кубок світу з тріатлону 2017
Кубок світу з тріатлону в 2017 році складався з 15 окремих турнірів. Їх організатором була Міжнародна федерація тріатлону.

## Календар
| Дата                 | Місто        | Країна         | Дистанція                              | Примітки |
| -------------------- | ------------ | -------------- | -------------------------------------- | -------- |
| 11 лютого            | Кейптаун     | ПАР            | спринт                                 | [ 1 ]    |
| 11 березня           | Мулулаба     | Австралія      | олімпійська                            | [ 2 ]    |
| 2 квітня             | Нью-Плімут   | Нова Зеландія  | спринт                                 | [ 3 ]    |
| 6-7 травня           | Ченду        | КНР            | суперспринт                            | [ 4 ]    |
| 28 травня            | Мадрид       | Іспанія        | олімпійська                            | [ 5 ]    |
| 3-4 червня           | Кальярі      | Італія         | спринт                                 | [ 6 ]    |
| 22-23 липня          | Тисауйварош  | Угорщина       | спринт                                 | [ 7 ]    |
| 12-13 серпня         | Юкатан       | Мексика        | спринт                                 | [ 8 ]    |
| 2-3 вересня          | Карлові Вари | Чехія          | олімпійська                            | [ 9 ]    |
| 23-24 вересня        | Уельва       | Іспанія        | олімпійська                            | [ 10 ]   |
| 30 вересня -1 жовтня | Вейхай       | КНР            | олімпійська                            | [ 11 ]   |
| 7-8 жовтня           | Сарасота     | США            | спринт (чоловіки), олімпійська (жінки) | [ 12 ]   |
| 28-29 жовтня         | Тхонйон      | Південна Корея | спринт                                 | [ 13 ]   |
| 28-29 жовтня         | Салінас      | Еквадор        | спринт                                 | [ 14 ]   |
| 4-5 листопада        | Буенос-Айрес | Аргентина      | Скасовано                              |          |
| 5 листопада          | Міядзакі     | Японія         | олімпійська                            | [ 15 ]   |

## Результати

### Кейптаун
| Місце | Чоловіки       | Чоловіки | Чоловіки | Жінки            | Жінки           | Жінки   |
| Місце | Прізвище       | Країна   | Час      | Прізвище         | Країна          | Час     |
| ----- | -------------- | -------- | -------- | ---------------- | --------------- | ------- |
| 1     | Річард Мюррей  | ПАР      | 0:51:33  | Люсі Галл        | Велика Британія | 0:59:34 |
| 2     | Генрі Шуман    | ПАР      | 0:51:41  | Джессіка Лермонт | Велика Британія | 0:59:35 |
| 3     | Віан Суллвальд | ПАР      | 0:51:56  | Ай Уеда          | Японія          | 1:00:04 |

### Мулулаба
| Місце | Чоловіки    | Чоловіки      | Чоловіки | Жінки         | Жінки     | Жінки   |
| Місце | Прізвище    | Країна        | Час      | Прізвище      | Країна    | Час     |
| ----- | ----------- | ------------- | -------- | ------------- | --------- | ------- |
| 1     | Люк Вілліан | Австралія     | 1:43:48  | Емма Джексон  | Австралія | 1:56:36 |
| 2     | Дрю Бокс    | Австралія     | 1:43:56  | Ешлі Джентлі  | Австралія | 1:56:52 |
| 3     | Сем Ворд    | Нова Зеландія | 1:43:58  | Клаудія Рівас | Мексика   | 1:58:18 |

### Нью-Плімут
| Місце | Чоловіки        | Чоловіки      | Чоловіки | Жінки         | Жінки   | Жінки   |
| Місце | Прізвище        | Країна        | Час      | Прізвище      | Країна  | Час     |
| ----- | --------------- | ------------- | -------- | ------------- | ------- | ------- |
| 1     | Річард Мюррей   | ПАР           | 0:54:37  | Кеті Заферс   | США     | 0:59:28 |
| 2     | Меттью Макілрой | США           | 0:54:43  | Джоанна Браун | Канада  | 0:59:29 |
| 3     | Раян Сіссонс    | Нова Зеландія | 0:54:46  | Клер Мішель   | Бельгія | 0:59:30 |

### Ченду
| Місце | Чоловіки         | Чоловіки    | Чоловіки | Жінки          | Жінки           | Жінки   |
| Місце | Прізвище         | Країна      | Час      | Прізвище       | Країна          | Час     |
| ----- | ---------------- | ----------- | -------- | -------------- | --------------- | ------- |
| 1     | Меттью Гізер     | Австралія   | 0:26:46  | Нон Стенфорд   | Велика Британія | 0:29:36 |
| 2     | Ростислав Пєвцов | Азербайджан | 0:26:48  | Лора Ліндеманн | Німеччина       | 0:29:40 |
| 3     | Люк Вілліан      | Австралія   | 0:26:50  | Кірстен Каспер | США             | 0:29:42 |

### Мадрид
| Позиція | Чоловіки        | Чоловіки      | Чоловіки | Жінки                 | Жінки           | Жінки    |
| Позиція | Прізвище        | Країна        | Час      | Прізвище              | Країна          | Час      |
| ------- | --------------- | ------------- | -------- | --------------------- | --------------- | -------- |
| 1       | Раян Сіссонс    | Нова Зеландія | 1:53:00  | Джорджія Тейлор-Браун | Велика Британія | 2:08:05  |
| 2       | Рафаель Монтойя | Франція       | 1:53:08  | Тейлор Спайві         | США             | 2:08:056 |
| 3       | Сімон Вієн      | Франція       | 1:53:16  | Челсі Барнс           | США             | 2:09:27  |

### Кальярі
| Позиція | Чоловіки        | Чоловіки  | Чоловіки | Жінки          | Жінки     | Жінки   |
| Позиція | Прізвище        | Країна    | Час      | Прізвище       | Країна    | Час     |
| ------- | --------------- | --------- | -------- | -------------- | --------- | ------- |
| 1       | Адрієн Бріффор  | Швейцарія | 0:54:49  | Йоланда Аннен  | Швейцарія | 1:02:04 |
| 2       | Генрі Шуман     | ПАР       | 0:54:52  | Кірстен Каспер | США       | 1:02:28 |
| 3       | Антоній Пужадес | Франція   | 0:54:58  | Джоанна Браун  | Канада    | 1:02:29 |

### Тисауйварош
| Місце | Чоловіки          | Чоловіки | Чоловіки | Жінки         | Жінки      | Жінки   |
| Місце | Прізвище          | Країна   | Час      | Прізвище      | Країна     | Час     |
| ----- | ----------------- | -------- | -------- | ------------- | ---------- | ------- |
| 1     | Бенце Бічак       | Угорщина | 54:58    | Рене Томлін   | США        | 1:00:45 |
| 2     | Дмитро Полянський | Росія    | 55:13    | Леоні Пероль  | Франція    | 1:00:46 |
| 3     | Ілля Прасолов     | Росія    | 55:18    | Майке Кайлерс | Нідерланди | 1:00:51 |

### Юкатан
| Місце | Чоловіки          | Чоловіки  | Чоловіки | Жінки            | Жінки   | Жінки   |
| Місце | Прізвище          | Країна    | Час      | Прізвище         | Країна  | Час     |
| ----- | ----------------- | --------- | -------- | ---------------- | ------- | ------- |
| 1     | Ірвінг Перес      | Мексика   | 54:56    | Саммер Кук       | США     | 1:00:17 |
| 2     | Сезар Сарачо      | Мексика   | 55:02    | Ліндсі Джердонек | США     | 1:00:43 |
| 3     | Максиміліан Швець | Німеччина | 55:04    | Ліза Пертерер    | Австрія | 1:00:47 |

### Карлові Вари
| Місце | Чоловіки          | Чоловіки      | Чоловіки | Жінки            | Жінки     | Жінки   |
| Місце | Прізвище          | Країна        | Час      | Прізвище         | Країна    | Час     |
| ----- | ----------------- | ------------- | -------- | ---------------- | --------- | ------- |
| 1     | Густав Іден       | Норвегія      | 1:49:06  | Джилліан Бекгауз | Австралія | 2:03:29 |
| 2     | Алессандро Фабіан | Італія        | 1:49:29  | Вендула Фрінтова | Чехія     | 2:04:31 |
| 3     | Тейлер Рід        | Нова Зеландія | 1:50:22  | Саммер Кук       | США       | 2:04:56 |

### Уельва
| Місце | Чоловіки        | Чоловіки  | Чоловіки | Жінки            | Жінки  | Жінки   |
| Місце | Прізвище        | Країна    | Час      | Прізвище         | Країна | Час     |
| ----- | --------------- | --------- | -------- | ---------------- | ------ | ------- |
| 1     | Юстус Нішлаг    | Німеччина | 1:45:46  | Вендула Фрінтова | Чехія  | 2:01:14 |
| 2     | Кевін Макдавелл | США       | 1:46:20  | Джоанна Браун    | Канада | 2:01:50 |
| 3     | Уксіо Абуїн     | Іспанія   | 1:46:47  | Челсі Барнс      | США    | 2:02:03 |

### Вейхай
| Позиція | Чоловіки              | Чоловіки | Чоловіки | Жінки               | Жінки     | Жінки   |
| Позиція | Прізвище              | Країна   | Час      | Прізвище            | Країна    | Час     |
| ------- | --------------------- | -------- | -------- | ------------------- | --------- | ------- |
| 1       | Уксіо Абуїн           | Іспанія  | 1:56:15  | Йоланда Аннен       | Швейцарія | 2:09:47 |
| 2       | Родріго Гонсалес      | Мексика  | 1:56:19  | Емма Джексон        | Австралія | 2:10:37 |
| 3       | Антоніо Серрат Сеоане | Іспанія  | 1:56:38  | Анастасія Горбунова | Росія     | 2:11:07 |

### Сарасота
Через забрудненість води організатори провели змагання з дутлону у жінок і спринтерського дуатлону у чоловіків.
| Позиція | Чоловіки         | Чоловіки | Чоловіки | Жінки        | Жінки   | Жінки   |
| Позиція | Прізвище         | Країна   | Час      | Прізвище     | Країна  | Час     |
| ------- | ---------------- | -------- | -------- | ------------ | ------- | ------- |
| 1       | Родріго Гонсалес | Мексика  | 49:36    | Юрі Іде      | Японія  | 2:04:21 |
| 2       | Мартен Ван Ріль  | Бельгія  | 49:43    | Челсі Содаро | США     | 2:05:18 |
| 3       | Кевін Макдавелл  | США      | 49:44    | Джулія Гізер | Австрія | 2:05:31 |

### Тхонйон
| Позиція | Чоловіки         | Чоловіки    | Чоловіки | Жінки       | Жінки   | Жінки |
| Позиція | Прізвище         | Країна      | Час      | Прізвище    | Країна  | Час   |
| ------- | ---------------- | ----------- | -------- | ----------- | ------- | ----- |
| 1       | Орельєн Рафаель  | Франція     | 52:00    | Саммер Кук  | США     | 57:44 |
| 2       | Ростислав Пєвцов | Азербайджан | 52:02    | Ай Уеда     | Японія  | 57:50 |
| 3       | Мартен Ван Ріль  | Бельгія     | 52:09    | Клер Мішель | Бельгія | 58:20 |

### Салінас
| Позиція | Чоловіки          | Чоловіки | Чоловіки | Жінки          | Жінки    | Жінки |
| Позиція | Прізвище          | Країна   | Час      | Прізвище       | Країна   | Час   |
| ------- | ----------------- | -------- | -------- | -------------- | -------- | ----- |
| 1       | Крісанто Грахалес | Мексика  | 52:08    | Елізабет Браво | Еквадор  | 57:48 |
| 2       | Фелікс Дюшамп     | Франція  | 52:14    | Тамара Горман  | США      | 58:07 |
| 3       | Маноель Мессіас   | Бразилія | 52:24    | Луїза Баптіста | Бразилія | 58:19 |

### Буенос-Айрес
Місто отримало право провести етап Кубка світу у рамках підготовки до Літніх юнацьких Олімпійських ігор 2018 року. Але необхідні для цього роботи не були виконані своєчасно і змагання було скасовано .

### Міядзакі
| Позиція | Чоловіки         | Чоловіки | Чоловіки | Жінки         | Жінки     | Жінки   |
| Позиція | Прізвище         | Країна   | Час      | Прізвище      | Країна    | Час     |
| ------- | ---------------- | -------- | -------- | ------------- | --------- | ------- |
| 1       | Мартен Ван Ріль  | Бельгія  | 1:42:36  | Саммер Кук    | США       | 1:54:12 |
| 2       | Вісенте Ернандес | Іспанія  | 1:42:39  | Тейлор Спайві | США       | 1:54:50 |
| 3       | Андреас Шиллінг  | Данія    | 1:43:04  | Емма Джексон  | Австралія | 1:54:53 |

## Переможці
Переможці етапів Кубка світу 2017 по країнах:
| Ранг | Нація           | Перемоги |
| ---- | --------------- | -------- |
| 1    | США             | 5        |
| 2    | Австралія       | 4        |
| 3    | Мексика         | 3        |
| 3    | Швейцарія       | 3        |
| 3    | Велика Британія | 3        |
| 6    | ПАР             | 2        |
| 7    | Німеччина       | 1        |
| 7    | Бельгія         | 1        |
| 7    | Іспанія         | 1        |
| 7    | Еквадор         | 1        |
| 7    | Франція         | 1        |
| 7    | Угорщина        | 1        |
| 7    | Японія          | 1        |
| 7    | Норвегія        | 1        |
| 7    | Нова Зеландія   | 1        |
| 7    | Чехія           | 1        |

## Учасники
Українські тріатлоністи брали участь у шести етапах: 
| Місто        | Чоловіки                                      | Жінки                 |
| ------------ | --------------------------------------------- | --------------------- |
| Ченду        | Іван Іванов (14)                              |                       |
| Тисауйварош  | Олексій Сюткін (24) Дмитро Маляр Максим Анзін |                       |
| Карлові Вари | Єгор Мартиненко (36)                          |                       |
| Вейхай       |                                               | Юлія Єлістратова (12) |
| Тхонйон      |                                               | Олександра Кохан (32) |
| Салінас      |                                               | Юлія Єлістратова (16) |